# Kostas Charalambidis (koszykarz)
Konstandinos "Kostas" Charalambidis (gr. Κωνσταντίνος "Κώστας" Χαραλαμπίδης; ur. 4 kwietnia 1976 w Salonikach) – grecki koszykarz, występujący na pozycjach rozgrywającego oraz rzucającego obrońcy.

## Osiągnięcia
Na podstawie, o ile nie zaznaczono inaczej.
Drużynowe
- Mistrz:
- II ligi greckiej (2000, 2000)
- Wicemistrz Eurocup (2005)
- Brąz:
  - mistrzostw Grecji (2014, 2015)
  - Pucharu Grecji (2015)
- 4. miejsce:
  - w Eurocup (2010)
  - mistrzostw Grecji (2008, 2009, 2011, 2014)

Indywidualne
- MVP II ligi greckiej (2002)
- Zaliczony do II składu Eurocup (2010)
- 3-krotny uczestnik greckiego meczu gwiazd (2009, 2010, 2013)